# Коста, Рикардо Вальтер да
Рикардо Вальтер да Коста (порт. Ricardo Valter da Costa; 1 мая 1981, Гояния, Бразилия) — бразильский футболист, полузащитник.

## Биография
Начал выступать за клуб «Атлетико Гоияниенсе». Летом 2003 года переехал в Боснию и Герцеговину, в клуб хорватской общины Мостара «Зриньски». В сентябре 2005 года был заявлен за донецкий «Металлург». В составе Металлурга сыграл в одной игре Кубка Украины. В январе 2006 года перешёл в «Хайдук» (Сплит). Позже играл за «Меджимурье», «Широки-Бриег», «Вайц». Летом 2009 года перешёл в австрийский «ВАК/Санкт-Андре», после чего играл за ещё ряд австрийских, где и завершил карьеру игрока.